# Pulse (TV-serie)
Pulse är en amerikansk dramaserie i sjukhusmiljö som hade premiär på Netflix den 3 april 2025. Den första säsongen som består av tio avsnitt är skapad av Zoe Robyn.

## Handling
Serien handlar om personalen på Maguire Hospital och Miamis största traumaenhet, där de navigerar genom medicinska nödsituationer och personliga relationer.

## Rollista (i urval)
- Willa Fitzgerald – Danielle “Danny” Simms
- Colin Woodell – Xander Phillips
- Justina Machado – Natalie Cruz
- Jack Bannon – Tom Cole
- Jessie T. Usher – Sam Elijah
- Daniela Nieves – Camila Perez